# ISO 3166-2:PR
ISO 3166-2:PN es la entrada correspondiente a las Islas Pitcairn en la ISO 3166-2, parte de la norma ISO 3166 publicada por la Organización Internacional de Normalización (ISO), que establece códigos para los nombres de las subdivisiones principales (por ejemplo, provincias o estados) de todos los países codificados en la ISO 3166-1.
En la actualidad no hay códigos ISO 3166-2 definidos en la  entrada para Puerto Rico.
Puerto Rico, una isla de ultramar de los Estados Unidos, tiene oficialmente asignado el código PR en el ISO 3166-1 alfa-2. Además, tiene también asignado el código US-PR en el ISO 3166-2, bajo la entrada para los Estados Unidos.